# Лоран Ди Лорто
Лоран Ди Лорто (1. јануар 1909 — 28. октобар 1989) био је француски фудбалски голман.
Био је голман Француске на Светском првенству у фудбалу 1938. године. Ди Лорто је био прва особа италијанског порекла која је била члан француске фудбалске репрезентације.